# Cyrtodactylus agusanensis
Espèce
Synonymes
- Gymnodactylus agusanensis Taylor, 1915

Statut de conservation UICN

 LC  : Préoccupation mineure
Cyrtodactylus agusanensis est une espèce de geckos de la famille des Gekkonidae.

## Répartition
Cette espèce est endémique de l'Est de Mindanao aux Philippines Cette espèce a été redéfinie en 2010, les spécimens provenant d'autres îles ont été rattachés à de nouvelles espèces : Cyrtodactylus mamanwa pour Dinagat, Cyrtodactylus gubaot pour Leyte et Cyrtodactylus sumuroi pour Samar.

## Étymologie
Son nom d'espèce, composé de agusan et du suffixe latin -ensis, « qui vit dans, qui habite », lui a été donné en référence au lieu de sa découverte : la province d'Agusan.

## Publication originale
- Taylor, 1915 : New species of Philippine lizards. Philippine Journal of Science, vol. 10, p. 89-109 (texte intégral).